# Char-Bułuk
Char-Bułuk (ros. Хар-Булук) – osiedle w Rosji, w Kałmucji, w rejonie celinnym. W 2010 liczyło 828 mieszkańców.